# Улица Линии Октябрьской Железной Дороги
У́лица Ли́нии Октя́брьской Желе́зной Доро́ги — улица в Тимирязевском районе Северного административного округа города Москвы.

## Название
Улица была образована в 1927 году и получила название у́лица Октя́брьской железнодоро́жной ли́нии (или у́лица Октя́брьской ж.д. ли́нии). В 1958 году улица получила современное название. И современное, и историческое название связано с расположением улицы вблизи Ленинградского направления Октябрьской железной дороги.

## Расположение
Улица Линии Октябрьской Железной Дороги проходит с северо-восточной стороны от путей Московского региона Октябрьской железной дороги параллельно им от Локомотивного проезда на северо-запад под путепроводом Дмитровского шоссе мимо платформы Петровско-Разумовская, с востока к улице примыкает Линейный проезд, далее — Большая Академическая улица с запада и 3-й Нижнелихоборский проезд с востока, улица проходит далее и оканчивается, не доходя до путей Малого кольца Московской железной дороги. Нумерация домов начинается от Локомотивного проезда.

## Примечательные здания и сооружения
По нечётной стороне: железнодорожная станция 1903—1908 года постройки
По чётной стороне:

## Транспорт

### Автобус
- 114, 123, 204, 282: от Локомотивного проезда до Большой Академической улицы и обратно.
- 82: от Локомотивного проезда до Линейного проезда.

### Метро
- Станция метро «Петровско-Разумовская» — у южного конца улицы.
- Станция МЦК «Окружная» и станция метро «Окружная» — северо-восточнее улицы на Локомотивном проезде вблизи платформы Окружная Савёловского направления Московской железной дороги.

### Железнодорожный транспорт
- Платформа Петровско-Разумовская Московского региона Октябрьской железной дороги
- Платформа Окружная Савёловского направления МЖД
- Платформа Лихоборы Московского региона Октябрьской железной дороги

## Северо-Западная хорда
В районе улицы Линии Октябрьской Железной Дороги и Октябрьской железной дороги будет построена развязка Северо-Западной хорды с платной трассой Москва — Санкт-Петербург.